# حيد العمري (ماهلية)

تعديل مصدري - تعديل

حيد العمري هي إحدى قرى عزلة العمود ال طالب بمديرية ماهلية التابعة لمحافظة مأرب، بلغ تعداد سكانها 26 نسمة حسب تعداد اليمن لعام 2004.